# Cetoconcha forbesi
Cetoconcha forbesi is een tweekleppigensoort uit de familie van de Cetoconchidae. De wetenschappelijke naam van de soort is voor het eerst geldig gepubliceerd in 1875 door H. Adams.